# Чернозлатки
Чернозлатки, или капнодисы (лат. Capnodis), — род жуков-златок из подсемейства Chrysochroinae.

## Описание
Крупные жуки. Анальный стернит на вершине закруглен или срезан. Переднеспинка всегда без продольных ребер и гладких полос, с характерными гладкими рельефными пятнами, расположенными, как правило, перед углами и в середине. Переднеспинка с несколькими крупными и многочисленными мелкими тёмными блестящими рельефными пятнами. Вершины надкрылий широкие, слегка оттянутые.

## Систематика
- Capnodis anthracina (Fischer von Waldheim, 1830)
- †Capnodis antiqua Heer. 1847
- Capnodis carbonaria (Klug, 1829)
- Capnodis cariosa (Pallas, 1776)  — Златка плодовая
- Capnodis excisa Ménétriés, 1849
- Capnodis henningii (Faldermann, 1835)
- Capnodis indica Thomson, 1879
- Capnodis jacobsoni Richter, 1952 — Златка Якобсона
- Capnodis marquardti Reitter, 1913
- Capnodis miliaris (Klug, 1829) — Златка большая
- Capnodis parumstriata Ballion, 1871
- Capnodis porosa (Klug, 1829)
- †Capnodis puncticollis Heer, 1847
- Capnodis semisuturalis Marseul, 1865
- Capnodis sexmaculata Ballion, 1871
- †Capnodis spectabilis Heer, 1862
- Capnodis tenebricosa (Olivier, 1790)
- Capnodis tenebrionis (Linnaeus, 1761) — Златка чёрная